# Louis Napoleon George Filon
Louis Napoléon George Filon (né le 22 novembre 1875 au château de Saint-Cloud – mort à Croydon le 29 décembre 1937 de la fièvre typhoïde) est un mathématicien anglais, spécialiste de la théorie mathématique de l'élasticité,. On lui doit notamment une méthode de quadrature numérique des fonctions rapidement oscillantes, dite « quadrature de Filon,. » Il a exercé les charges de vice-chancelier de l'Université de Londres entre 1933 et 1935.

## Débuts
Fils unique d’Augustin Filon, homme de lettres et précepteur du Prince Impérial, sa famille suivit dans son exil la famille Bonaparte, et s'installa en 1878 à Margate.
Il s'inscrivit en 1894 à l'University College de Londres et en sortit licencié en 1896 avec le premier prix de grec ancien. Recruté par cet établissement comme répétiteur de mathématiques adjoint à Karl Pearson, il ne tarda pas à détecter des imprécisions dans les conférences de ce dernier. Prévenu de ces défauts, Pearson sut en tenir compte pour l'édition imprimée de ses cours, et nomma Filon comme co-auteur ; ce sera d'ailleurs l'unique incursion de Filon dans le domaine des statistiques.

## Carrière scientifique
En 1898, Filon bénéficia d'une bourse de recherche du King's College (Cambridge), qui lui permit de soutenir sa thèse de doctorat en 1902 à University College de Londres, et l'année suivante d'obtenir un poste de maître de conférences en mathématiques pures sous la direction de Hill.
En 1904 il épousa la fille aînée d'un professeur de l'Université de Neuchâtel, Anne Godet, qui lui donna un fils et deux filles.
Ses recherches sur le comportement des matériaux l'ont amené à expliciter les principes de la photoélasticité. Dans le domaine du calcul des structures, il a produit une analyse systématique de l'usage des développements en séries pour la résolution de l’équation biharmonique.
Élu membre de la Royal Society (1910), il prit la succession de Pearson à la chaire Goldsmid de Mathématiques et de Mécanique d’University College (1912). Hormis une permission de l'université parce qu'il s'était engagé comme officier pendant la Première guerre mondiale, il conserva cette chaire jusqu'à sa mort (1937). Depuis 1929, il assurait également la direction de l’Observatoire universitaire de Londres. Il a écrit trois livres et publié plus de 50 articles.
Il a été membre du directoire de l'Université de Londres (1920), doyen de la Faculté des Sciences, président du Conseil Académique (1924–33) et vice-chancelier de l'université (1933–35). C'est sous son mandat qu'a été posée la Première pierre du siège administratif de l'université, à Bloomsbury.

## Traités
- (en coll. avec E. G. Coker) Treatise on Photoelasticity (1931)
- A Manual of Photoelasticity for Engineers (1936)